# Alexander Wassiljewitsch Schirow
Alexander Wassiljewitsch Schirow (russisch Александр Васильевич Жиров; * 12. September 1958 in Dedenewo bei Moskau; † 21. Mai 1983 in Jachroma) war ein sowjetischer Skirennläufer. Schirow war zusammen mit Waleri Iwanowitsch Zyganow und Alexander Wiktorowitsch Choroschilow der einzige männliche Skisportler aus dem heutigen Russland, der je ein Weltcuprennen gewinnen konnte; wobei Zyganow zu Zeiten der Sowjetunion und Choroschilow aktiv war, beide gewannen jeweils ein Rennen.

## Biografie
Schirow war von Anfang 1980 bis Anfang 1982 einer der besten Slalom- und Riesenslalomfahrer der Welt. In seiner kurzen Karriere konnte er sich 23 Mal unter den besten Zehn platzieren. Seine stärkste Phase hatte er im März 1981, als er innerhalb von zwei Wochen vier Rennen gewann. In der Gesamtwertung um den Weltcup belegte er in der Saison 1980/81 hinter Phil Mahre und Ingemar Stenmark den dritten Platz, die beste Platzierung, die ein sowjetischer Skirennläufer jemals errang. Schirow nahm nur einmal an Olympischen Spielen teil. In Lake Placid 1980 wurde er im Riesenslalom Neunter. Bei den Skiweltmeisterschaften 1982 in Schladming wurde er im Slalom 13.
Im Mai 1983 verunglückte Schirow im Alter von 24 Jahren in der Nähe der Stadt Jachroma mit seinem Auto und erlag seinen Verletzungen.

## Erfolge

### Olympische Spiele (auch WM)
- Lake Placid 1980: 9. Riesenslalom

### Weltmeisterschaften
- Schladming 1982: 13. Slalom

### Weltcupwertungen
| Saison  | Gesamt | Gesamt | Riesenslalom | Riesenslalom | Slalom | Slalom | Kombination | Kombination |
| Saison  | Platz  | Punkte | Platz        | Punkte       | Platz  | Punkte | Platz       | Punkte      |
| ------- | ------ | ------ | ------------ | ------------ | ------ | ------ | ----------- | ----------- |
| 1978/79 | 84.    | 5      | –            | –            | 41.    | 5      | –           | –           |
| 1979/80 | 14.    | 68     | 22.          | 14           | 5.     | 57     | –           | –           |
| 1980/81 | 3.     | 185    | 2.           | 105          | 6.     | 70     | –           | –           |
| 1981/82 | 35.    | 38     | 18.          | 19           | 30.    | 7      | 18.         | 12          |

### Weltcupsiege
Schirow errang insgesamt 9 Podestplätze, davon 4 Siege:
| Datum         | Ort     | Land      | Disziplin    |
| ------------- | ------- | --------- | ------------ |
| 14. März 1981 | Furano  | Japan     | Riesenslalom |
| 24. März 1981 | Borowez | Bulgarien | Riesenslalom |
| 25. März 1981 | Borowez | Bulgarien | Slalom       |
| 28. März 1981 | Laax    | Schweiz   | Riesenslalom |